# 1ª Divisão 1967 (hockey su pista)
La 1ª Divisão 1967 è stata la 27ª edizione del torneo di primo livello del campionato portoghese di hockey su pista. La manifestazione fu disputata tra il 17 luglio e il 13 dicembre 1967. Il titolo è stato conquistato dal Benfica per l'ottava volta nella sua storia.

## Stagione

### Formula
La 1ª Divisão 1967 vide ai nastri di partenza trentuno club divisi in gironi regionali; ogni girone fu organizzato con un girone all'italiana, con gare di andata e ritorno. Erano assegnati tre punti per l'incontro vinto e due punti a testa per l'incontro pareggiato, mentre ne era attribuito uno solo per la sconfitta. Al termine della prima fase le migliori otto squadre si qualificarono alla fase finale; la vincitrice venne proclamata campione del Portogallo.

## Campeonato metropolitano

### Zona Norte

#### Regional do Porto
|  | Pos. | Squadra           | Pt | G  | V  | N | P  | GF  | GS  | DR   |
|  | ---- | ----------------- | -- | -- | -- | - | -- | --- | --- | ---- |
|  | 1.   | Infante de Sagres | 50 | 18 | 16 | 0 | 2  | 109 | 29  | +80  |
|  | 2.   | Valongo           | 47 | 18 | 14 | 1 | 3  | 78  | 43  | +35  |
|  | 3.   | Porto             | 47 | 18 | 13 | 3 | 2  | 81  | 35  | +46  |
|  | 4.   | Carvalhos         | 41 | 18 | 10 | 3 | 4  | 83  | 48  | +35  |
|  | 5.   | Académica         | 35 | 18 | 8  | 1 | 9  | 72  | 39  | +33  |
|  | 6.   | Sanjoanense       | 35 | 18 | 8  | 1 | 9  | 79  | 57  | +22  |
|  | 7.   | Espinho           | 34 | 18 | 7  | 2 | 9  | 64  | 73  | -9   |
|  | 8.   | Estrela           | 27 | 18 | 3  | 3 | 12 | 50  | 102 | 52   |
|  | 9.   | Fanzeres          | 22 | 18 | 1  | 2 | 15 | 47  | 125 | -78  |
|  | 10.  | HC Porto          | 22 | 18 | 1  | 2 | 15 | 34  | 146 | -112 |

Legenda:
  Qualificato alla fase finale del campeonato metropolitano.
  Qualificato ai play-off.
      Retrocesse in 2ª Divisão 1968.
Note:
Tre punti a vittoria, due a pareggio, uno a sconfitta.

#### Play-off zona norte

##### Primo turno
| Squadra 1 | Totale | Squadra 2 | Gara 1 | Gara 2 | Gara 3 |
| --------- | ------ | --------- | ------ | ------ | ------ |
|           |        |           |        |        |        |
|           |        |           |        |        |        |
|           |        |           |        |        |        |
|           |        |           |        |        |        |

##### Secondo turno
| Squadra 1 | Totale | Squadra 2 | Gara 1 | Gara 2 | Gara 3 |
| --------- | ------ | --------- | ------ | ------ | ------ |
|           |        |           |        |        |        |
|           |        |           |        |        |        |

### Zona Sul

#### Regional do Leiria
|  | Pos. | Squadra    | Pt | G | V | N | P | GF | GS | DR |
|  | ---- | ---------- | -- | - | - | - | - | -- | -- | -- |
|  | 1.   | Marinhense | ?  |   |   |   |   |    |    |    |
|  | 2.   | Turquel    | ?  |   |   |   |   |    |    |    |

Legenda:
  Qualificato ai play-off.
Note:
Tre punti a vittoria, due a pareggio, uno a sconfitta.

#### Regional do Lisbona
|  | Pos. | Squadra             | Pt | G  | V  | N | P  | GF  | GS  | DR  |
|  | ---- | ------------------- | -- | -- | -- | - | -- | --- | --- | --- |
|  | 1.   | Benfica             | 61 | 22 | 19 | 1 | 2  | 139 | 40  | +99 |
|  | 2.   | Sintra              | 50 | 22 | 13 | 2 | 7  | 108 | 92  | +16 |
|  | 3.   | Oeiras              | 50 | 22 | 12 | 4 | 6  | 85  | 65  | +20 |
|  | 4.   | CUF Barreiro        | 48 | 22 | 11 | 4 | 7  | 83  | 55  | +28 |
|  | 5.   | Sporting CP         | 48 | 22 | 12 | 2 | 8  | 92  | 75  | +17 |
|  | 6.   | Paço de Arcos       | 44 | 22 | 8  | 6 | 8  | 71  | 59  | +12 |
|  | 7.   | Juventude Salesiana | 43 | 22 | 9  | 3 | 10 | 77  | 87  | -10 |
|  | 8.   | Parede              | 42 | 22 | 10 | 0 | 12 | 85  | 110 | -25 |
|  | 9.   | Cascais             | 41 | 22 | 9  | 1 | 12 | 81  | 99  | 18  |
|  | 10.  | Campo de Ourique    | 40 | 22 | 7  | 4 | 11 | 83  | 108 | -25 |
|  | 11.  | Belenenses          | 33 | 22 | 5  | 1 | 16 | 59  | 108 | -49 |
|  | 12.  | Fisica              | 28 | 22 | 1  | 4 | 17 | 43  | 108 | 65  |

Legenda:
  Qualificato alla fase finale del campeonato metropolitano.
  Qualificato ai play-off.
      Retrocesse in 2ª Divisão 1968.
Note:
Tre punti a vittoria, due a pareggio, uno a sconfitta.

#### Regional do Santerem
|  | Pos. | Squadra        | Pt | G | V | N | P | GF | GS | DR |
|  | ---- | -------------- | -- | - | - | - | - | -- | -- | -- |
|  | 1.   | Ouriense       | ?  |   |   |   |   |    |    |    |
|  | 2.   | Rossiense      | ?  |   |   |   |   |    |    |    |
|  | 3.   | Sporting Tomar | ?  |   |   |   |   |    |    |    |
|  | 4.   | Santerem       | ?  |   |   |   |   |    |    |    |

Legenda:
  Qualificato ai play-off.
Note:
Tre punti a vittoria, due a pareggio, uno a sconfitta.

#### Play-off zona sul

##### Primo turno
| Squadra 1 | Totale | Squadra 2 | Gara 1 | Gara 2 | Gara 3 |
| --------- | ------ | --------- | ------ | ------ | ------ |
| Oeiras    |        | Ouriense  | 10 - 3 |        |        |
|           |        |           |        |        |        |
|           |        |           |        |        |        |
|           |        |           |        |        |        |

##### Secondo turno
| Squadra 1 | Totale | Squadra 2 | Gara 1 | Gara 2 | Gara 3 |
| --------- | ------ | --------- | ------ | ------ | ------ |
| Oeiras    |        |           |        |        |        |
|           |        |           |        |        |        |

### Campeonato Insulares
|  | Pos. | Squadra     | Pt | G | V | N | P | GF | GS | DR |
|  | ---- | ----------- | -- | - | - | - | - | -- | -- | -- |
|  | 1.   | Marítimo    | ?  |   |   |   |   |    |    |    |
|  | 2.   | Santa Clara | ?  |   |   |   |   |    |    |    |

Legenda:
  Qualificato alla fase finale del campeonato metropolitano.
Note:
Tre punti a vittoria, due a pareggio, uno a sconfitta.

### Fase finale campeonato metropolitano
|  | Pos. | Squadra           | Pt | G  | V  | N | P  | GF | GS | DR  |
|  | ---- | ----------------- | -- | -- | -- | - | -- | -- | -- | --- |
|  | 1.   | Benfica           | 42 | 14 | 14 | 0 | 0  | 66 | 21 | +45 |
|  | 2.   | Académica         | 34 | 14 | 9  | 2 | 3  | 38 | 24 | +14 |
|  | 3.   | Sporting CP       | 32 | 14 | 8  | 2 | 4  | 40 | 31 | +9  |
|  | 4.   | Valongo           | 25 | 14 | 5  | 1 | 8  | 35 | 33 | +2  |
|  | 5.   | Sintra            | 25 | 14 | 5  | 1 | 8  | 52 | 72 | -20 |
|  | 6.   | Infante de Sagres | 24 | 14 | 5  | 0 | 9  | 34 | 46 | -12 |
|  | 7.   | CUF Barreiro      | 24 | 14 | 5  | 0 | 9  | 35 | 50 | -15 |
|  | 8.   | Marítimo          | 18 | 14 | 1  | 2 | 11 | 28 | 51 | -23 |

Legenda:
      Vince il campeonato metropolitano e ammessa alla fase finale.
Note:
Due punti a vittoria, uno a pareggio, zero a sconfitta.

## Fase finale

### Classifica
|  | Pos. | Squadra           | Pt | G | V | N | P | GF | GS | DR  |
|  | ---- | ----------------- | -- | - | - | - | - | -- | -- | --- |
|  | 1.   | Benfica           | 16 | 6 | 4 | 2 | 0 | 18 | 7  | +11 |
|  | 2.   | Malhangalene      | 15 | 6 | 4 | 1 | 1 | 30 | 16 | +14 |
|  | 3.   | Clube Ferroviário | 11 | 6 | 2 | 1 | 3 | 14 | 14 | 0   |
|  | 4.   | AC Mocamedes      | 6  | 6 | 0 | 0 | 6 | 14 | 39 | -25 |

Legenda:
      Campione del Portogallo e ammessa alla Coppa dei Campioni 1967-1968.
Note:
Due punti a vittoria, uno a pareggio, zero a sconfitta.

### Risultati
| Andata (1ª) | Andata (1ª) | Prima giornata                 | Ritorno (4ª) | Ritorno (4ª) |
|             |             |                                |              |              |
| 7 dic.      | 0-5         | Clube Ferroviário-Malhangalene | 3-5          | 11 dic.      |
| 7 dic.      | 3-6         | AC Mocamedes-Benfica           | 1-5          | 11 dic.      |

| Andata (2ª) | Andata (2ª) | Seconda giornata               | Ritorno (5ª) | Ritorno (5ª) |
|             |             |                                |              |              |
| 8 dic.      | 1-1         | Malhangalene-Benfica           | 1-4          | 12 dic.      |
| 8 dic.      | 1-3         | AC Mocamedes-Clube Ferroviário | 1-7          | 12 dic.      |

| \| Andata (3ª) \| Andata (3ª) \| Terza giornata \| Ritorno (6ª) \| Ritorno (6ª) \| \| \| \| \| \| \| \| 10 dic. \| 14-5 \| Malhangalene-AC Mocamedes \| 4-3 \| 13 dic. \| \| 10 dic. \| 1-2 \| Clube Ferroviário-Benfica \| 0-0 \| 13 dic. \| |             |                           |              |              |
| Andata (3ª) | Andata (3ª) | Terza giornata            | Ritorno (6ª) | Ritorno (6ª) |
| |             |                           |              |              |
| 10 dic. | 14-5        | Malhangalene-AC Mocamedes | 4-3          | 13 dic.      |
| 10 dic. | 1-2         | Clube Ferroviário-Benfica | 0-0          | 13 dic.      |